# Karl Hartwig Friedrich von Möllendorff
Karl Hartwig Friedrich von Möllendorff (* 20. Dezember 1743; † 29. Dezember 1801 in Wentdorf) war ein preußischer Major und Träger des Ordens Pour le Mérite.

## Leben

### Herkunft
Karl Hartwig Friedrich von Möllendorff entstammt dem alten Adelsgeschlecht von Möllendorff (Leuchterwappen) aus der Altmark. Er war der Sohn des preußischen Hauptmanns Hartwig Friedrich von Möllendorff (* 1711; † 1748). Sein Vater wurde 1739 erwähnt, als er im Regiment zu Fuß unter Christoph Heinrich von der Goltz bei Magdeburg in Garnison stand.

### Militärkarriere
Karl Hartwig Friedrich war Stabskapitän im Regiment Garde, wo er am 9. April 1785 zum Kompaniechef aufstieg. Am 14. September 1793 wurde er zum Major befördert. Für seine Verdienste wurde ihm am 14. August 1794 der Orden Pour le Mérite durch König Friedrich Wilhelm II. verliehen. Im Januar 1798 wechselte er zum Infanterieregiment No. 33 von Franz Andreas von Favrat, wo er jedoch bereits einen Monat später dimittierte.